# Lliga estoniana de futbol
La lliga estoniana de futbol, Meistriliiga o A. Le Coq Premium Liiga, és la màxima competició futbolística del país. Va ser restaurada l'any 1991, coincidint amb la recuperada independència d'Estònia. No tots els clubs són professionals. Molts dels equips que hi prenen part són semi-professionals. Està patrocinada per A. Le Coq.

## Història
El primer campionat de futbol d'Estònia data del 1921, amb la participació de quatre clubs en eliminació directa: la final va enfrontar dos clubs de la capital, amb victòria del Tallinna Sport sobre el Tallinna JK. Aquest format es va mantenir fins a la introducció del sistema de lliga el 1929, primer a partit únic i des del 1936 a anada i tornada.
Després que Estònia fos annexionada per la Unió Soviètica el 1944, els clubs estonians van passar al sistema de lligues de la URSS. L'anomenada Lliga de la RSS d'Estònia era una divisió regional integrada a les categories inferiors soviètiques. Durant 47 anys l'únic club estonià que va arribar fins a la màxima divisió soviètica va ser el Tallinna Kalev el 1960 i 1961.
Amb la independència d'Estònia el 1991, la recent creada Associació Estònia de Futbol va conformar una lliga nacional a partir de 1992, el primer vencedor de la qual va ser el FC Norma. Les sis edicions següents es van celebrar amb el calendari futbolístic europeu, des de la tardor fins a l'estiu. Tot i això el clima gèlid del país va motivar que, a partir del 1999, cada temporada es desenvolupés entre març i novembre. El torneig ha estat marcat per la irrupció de dos clubs de la capital: el FC Flora —fundat per Aivar Pohlak i afavorit per la federació— i el FCI Levadia.

## Clubs participants temporada 2023/24
- Levadia Tallinn
- Paide Linnameeskond
- FC Flora Tallinn
- Pärnu JK Vaprus
- Kalju Nõmme
- Kalev Tallinn
- Jalgpallikool Tammeka
- FC Kuressaare
- JK Trans Narva
- FC Nomme United

## Historial
Font:
Campions 1921-1944
- 1921:  Tallinna Sport (1)
- 1922:  Tallinna Sport (2)
- 1923:  Tallinna Kalev (1)
- 1924:  Tallinna Sport (3)
- 1925:  Tallinna Sport (4)
- 1926:  Tallinna JK (1)
- 1927:  Tallinna Sport (5)
- 1928:  Tallinna JK (2)
- 1929:  Tallinna Sport (6)
- 1930:  Tallinna Kalev (2)
- 1931:  Tallinna Sport (7)
- 1932:  Tallinna Sport (8)
- 1933:  Tallinna Sport (9)
- 1934:  Estonia Tallinn (1)
- 1935:  Estonia Tallinn (2)
- 1936:  Estonia Tallinn (3)
- 1937-38:  Estonia Tallinn (4)
- 1938-39:  Estonia Tallinn (5)
- 1939-40:  Olümpia Tartu (1)
- 1941: no es disputà
- 1942:  Tartu PSR (no oficial)
- 1943:  Estonia Tallinn (no oficial)
- 1944: no es disputà

Campions de l'RSS d'Estònia
- 1945: Dünamo Tallinn
- 1946: Balti Laevastik Tallinn
- 1947: Dünamo Tallinn
- 1948: Balti Laevastik Tallinn
- 1949: Dünamo Tallinn
- 1950: Dünamo Tallinn
- 1951: Balti Laevastik Tallinn
- 1952: Balti Laevastik Tallinn
- 1953: Dünamo Tallinn
- 1954: Dünamo Tallinn
- 1955: Kalev Tallinn
- 1956: Balti Laevastik Tallinn
- 1957: Kalev Ülemiste
- 1958: Kalev Ülemiste
- 1959: Kalev Ülemiste
- 1960: Balti Laevastik Tallinn
- 1961: Kalev Kopli
- 1962: Kalev Ülemiste
- 1963: Tempo Tallinn
- 1964: Norma Tallinn
- 1965: Balti Laevastik Tallinn
- 1966: Balti Laevastik Tallinn
- 1967: Norma Tallinn
- 1968: Balti Laevastik Tallinn
- 1969: Dvigatel Tallinn
- 1970: Norma Tallinn
- 1971: Tempo Tallinn
- 1972: Balti Laevastik Tallinn
- 1973: Kreenholm Narva
- 1974: Baltika Narva
- 1975: Baltika Narva
- 1976: Dvigatel Tallinn
- 1977: Baltika Narva
- 1978: Dünamo Tallinn
- 1979: Norma Tallinn
- 1980: Dünamo Tallinn
- 1981: Dünamo Tallinn
- 1982: Tempo Tallinn
- 1983: Dünamo Tallinn
- 1984: Eesti Jõhvi
- 1985: Kalakombinaat/MEK Pärnu
- 1986: Zvezda Tallinn
- 1987: Tempo Tallinn
- 1988: Norma Tallinn
- 1989: Zvezda Tallinn
- 1990: TVMK Tallinn
- 1991: TVMK Tallinn

Campions des de 1992
- 1992:  Norma Tallinn (1)
- 1992-93:  Norma Tallinn (2)
- 1993-94:  Flora Tallinn (1)
- 1994-95:  Flora Tallinn (2)
- 1995-96:  Lantana Tallinn (1)
- 1996-97:  Lantana Tallinn (2)
- 1997-98:  Flora Tallinn (3)
- 1998:  Flora Tallinn (4)
- 1999:  Levadia Maardu (1)
- 2000:  Levadia Maardu (2)
- 2001:  Flora Tallinn (5)
- 2002:  Flora Tallinn (6)
- 2003:  Flora Tallinn (7)
- 2004:  Levadia Tallinn (3)
- 2005:  TVMK Tallinn (1)
- 2006:  Levadia Tallinn (4)
- 2007:  Levadia Tallinn (5)
- 2008:  Levadia Tallinn (6)
- 2009:  Levadia Tallinn (7)
- 2010:  Flora Tallinn (8)
- 2011:  Flora Tallinn (9)
- 2012:  Nõmme Kalju (1)
- 2013:  Levadia Tallinn (8)
- 2014:  Levadia Tallinn (9)
- 2015:  Flora Tallinn (10)
- 2016:  Infonet (1)
- 2017:  Flora Tallinn (11)
- 2018:  Nõmme Kalju (2)
- 2019:  Flora Tallinn (12)
- 2020:  Flora Tallinn (13)
- 2021:  FCI Levadia (10)
- 2022:  Flora Tallinn (14)
- 2023:  Flora Tallinn (15)
- 2024:  FCI Levadia (11)